# Procambarus leitheuseri
Procambarus leitheuseri är en sötvattenlevande kräfta som lever endemiskt i USA.